# 北海盆唄
北海盆唄（ほっかいぼんうた）は、北海道の民謡。北海道の盆踊り（北海盆踊り）で使用される曲でもある。

## 概要
三笠市幾春別（いくしゅんべつ）の炭鉱が発祥の地であり、北海道各地でお盆になると盆踊り用の曲として用いられる。三笠市では、発祥の地をアピールするべく、毎年8月、三笠北海盆おどりが開催されている。

## 発祥由来
元は「べっちょ節」（炭鉱節）と呼ばれる卑猥な歌詞を持つ歌であり、炭鉱労働者が盆踊りとして踊っていたものであるが、太平洋戦争後（1945年8月）、「北海民謡の父」といわれる今井篁山が歌詞・曲調を見直し、三橋美智也の歌によりレコード化、大ヒットしたことがきっかけに全国的に普及した。

## 盆踊り
北海道の盆踊りは、夕方の早い時間の「子供の部」と、その後に続く「大人の部」の二部構成であることが多く、「子供の部」では「子供盆おどり唄」が、「大人の部」ではこの「北海盆唄」が演奏されるのが一般的である。
子供用の楽曲が北海道教育委員会の要請でわざわざ制作されたのも、旧来の北海盆唄の歌詞が卑猥で、子供の教育上良くないとされたためである。因みに踊りの振り付けは「子供盆おどり唄」の方がむしろ複雑である。
北海道室蘭市で踊られる場合のみ振付が独自に改変されており、網を引くようなしぐさが含まれる。
なお、北海道函館市では函館港まつりのいか踊りが盆踊りにあたるため、開催されない。

## ザ・ドリフターズとの関係
ザ・ドリフターズが『ドリフ音頭 北海盆歌より』の曲名で替え歌（作詞：なかにし礼）を歌い、1971年5月5日発売のザ・ドリフターズのシングル『ドリフのツンツン節/ドリフ音頭』（東芝レコード TP-2440）に収録された。歌詞の内容は、お見合いを重ねた後に、ようやく「ドテカボチャ」と結婚できた男が、その妻に対する愚痴と（一定の）愛情を語るというものである。
同年10月には、TBS系で『8時だョ!全員集合』の第2期が開始。番組用に歌詞を変えた曲（作詞：上野玲児）をオープニングテーマ曲に採用した。
1973年6月10日には、さらに歌詞を変え、ドリフメンバーのギャグも交えた『チョットだけョ!全員集合』（作詞：上野玲児、松原雅彦）をシングル発売。カップリングは『ドリフのビバノン音頭』（東芝レコード TP-2875）。
同じ1973年公開の映画『チョットだけョ全員集合!!』でも、替え歌が主題歌として使われている。
2001年の『第52回NHK紅白歌合戦』にザ・ドリフターズが正式な出場歌手としては最初で最後の紅白出場を果たした際には、『ドリフのほんとにほんとにご苦労さんスペシャル』というメドレーの中で歌唱された。
2002年、「第1回三笠北海盆おどり」が開催され、北海盆唄を全国に広めたザ・ドリフターズの高木ブーがゲストとして招待された。

## こども北海盆唄
丘灯至夫の作詞による「北海盆唄」の替え歌。水木一郎やひまわりキッズの歌によりレコード・CD化されている。